# Ганналіс Яадла
Ганналіс Яадла (ест. Hannaliis Jaadla; нар. 12 липня 1986, Вільянді, Естонія) — естонська футболістка, захисниця. Виступала за жіночу збірну Естонії.

## Клубна кар'єра
Футбольну кар'єру розпочала в «Таммеці» (Тарту). У 2011 році підписала контракт зі «Флорою» (Таллінн). У 2009 році протягом нетривалого періоду часу виступала за шведський клуб «Умеа Содра».
Протягом сезону 2011/12 років тренер національної збірної Естонії Кейт Боанас організував перехід Яадли в «Тоттенхем Хотспур», яку тренувала Карен Хіллз (грала під керівництвом Боанаса в «Чарльтон Атлетик»). Боанас сказав: «Ця співпраця дуже сприяє розвитку гравчинь, і вони повертають в Естонію з новим вмінням, яке надихає інших гравців».
Вона грала за команди Сент-Ентоніс/Ньюффілд/Вольфсон/Сент-Кросс Фокс і в 2015 році виграла жіночий турнір футбольної асоціації Оксфордського університету. У березні 2015 року Яадла підписав контракт з англійським клубом ФА ЖФЛ 2 «Оксфорд Юнайтед».

## Кар'єра в збірній
Виступала за жіночу збірну Естонії з футболу.

## Особисте життя
Окрім футбольної кар’єри, Джаадла є істориком та науковцем. Її дослідження зосереджено на дитячій смертності в Тарту XIX століття.